# Питър Устинов
Сър Пѝтър Александър Устѝнов, CBE (на английски: Sir Peter Alexander Ustinov, презимето се изговаря Алигзандър) е британски театрален и кино актьор, режисьор, драматург и продуцент. 

## Биография
Баща му е германски поданик от руски произход – Йона фон Устинов, майката – Надежда Леонтиевна Бенуа. Родителите на Питър се запознават през 1920 г. в Санкт Петербург, където Йона живее със сестра си и майка си. Скоро след това напускат Русия на борда на шведски кораб с фалшиви документи и заминават за Амстердам.
Питър Устинов дебютира на сцената, когато е на 17 години, на 21 години се снима в първия си филм. След Втората световна война се снима не само в британски, но и в американски филми. Получава 2 награди „Оскар“ – за филмите „Спартак“ и „Топкапъ“ („Topkapi“), както и на награди Еми, Златен глобус и БАФТА. Снима се в 88 филма. Много пъти изпълнява ролята на знаменития детектив Еркюл Поаро.
Известен е със своята духовитост и словесен дар и нерядко се появява по телевизионни програми. Освен университетски ректор, Устинов е посланик на добрата воля на УНИЦЕФ и председател на Световно федерално движение. Умира в Швейцария от сърдечна недостатъчност през 2004 г.

## Избрана филмография
| Година | Филм              | Оригинално заглавие | Роля                       | Режисьор         |
| ------ | ----------------- | ------------------- | -------------------------- | ---------------- |
| 1951   | Кво вадис         | Quo Vadis           | Нерон                      | Мървин Лерой     |
| 1955   | Ние не сме ангели | We're No Angels     | Жул                        | Майкъл Къртис    |
| 1960   | Спартак           | Spartacus           | Гай Корнелий Лентул Батиат | Стенли Кубрик    |
| 1964   | Топкапъ           | Topkapi             | Артър Саймън Симпсън       | Жул Дасен        |
| 1977   | Исус от Назарет   | Jesus of Nazareth   | Ирод Велики                | Франко Дзефирели |
| 1978   | Смърт край Нил    | Death on the Nile   | Еркюл Поаро                | Джон Гилермин    |